# 2019 en jeu
Pour les articles homonymes, voir 2019 en jeu vidéo.
Chronologie du jeu
- 2015
- 2016
- 2017
- 2018
- 2019
- 2020
- 2021
- 2022
- 2023

Cet article présente les faits marquants de l'année 2019 concernant le jeu.

## Événements

### Compétitions
- 25 août : L'équipe Franco-Suisse United remporte la 4e édition des World Chase Tag (championnat du monde de jeu du chat) au York Hall (en) de Londres[1],[2].
- 1er décembre : le Français Alexandre Godfroy remporte le XXXVe Championnat de France de Diplomatie à Paris devant le Suisse Christophe Gorgeat et le Français Brieuc Thibault[3].

## Sorties

### Jeux de société
- Alubari : A nice cup of tea
- Barrage
- Black Angel
- Chai
- Cloudspire
- Couleurs de Paris
- Darwin's Choice
- Greenville 1989
- It's a Wonderful World
- Les Châteaux de Bourgogne
- Marvel Champions : Le jeu de cartes
- On Mars
- PARKS
- Pictures
- The Artemis Project
- The Crew : en quête de la neuvième planète
- Vraiment très futé

### Jeux de rôle
- Alien, Fria Ligan AB
- Ardri, auto-édition
- Cerbère, Chibi
- Channel Fear, Mister Frankenstein
- Chroniques Oubliées Contemporain, Black Book Éditions
- Cool and Lonely Courage (A), Plane Sailing Games
- Couvée (La), 6napse
- Cthulhu Nights, Micro RPG
- Ecryme, version de luxe, Éditions du Matagot
- FACES, auto-édition
- Feast of Legends, Wendy's
- Feng Shui 2, Les Éditions du Troisième Œil
- Fragged Empire, A.K.A. Games
- Frontière (La), Chibi
- Girl Underground, Hedgemaze Press LLC
- Hack, Univers-JDR
- Hero Kids, Hero Forge Games
- Joan of Arc, Black Book Éditions
- John Carter of Mars, Modiphius
- Kémi, Sethmes Éditeur
- Kids on Bikes, Hunters Books
- Land of Myth, Seven Thebes
- Liminal, auto-édition
- Macchiato Monsters, Lost Pages
- Milky Monsters, jeu amateur
- NSSN, auto-édition
- Oreinidia, Plaisir d'Histoire
- Oreste, Elder Craft
- Pathfinder (2de édition), Core Rulebook, Paizo
- Pathfinder (2de édition), livre de base, Black Book Éditions
- Portes Monstres & Trésors, Le Scriptorium
- Princess Bride (The), Toy Vault, Inc.
- Rats in the Walls, Les Livres de l'Ours
- RuneQuest (Roleplaying in Glorantha), règles et scénario d'introduction, Studio Deadcrows
- Shadowrun (années 2080+), Black Book Éditions
- Sorcières & Sortilèges, Éditions Stellamaris
- Strange (The), Black Book Éditions
- Striscia, Les Livres de l'Ours
- Tiny, boîte d'initiation au jeu de rôle, JdR Editions
- Tiny Supers, Gallant Knight Games
- Verne et Associés, 1913, Studio09
- Warhammer (4e édition), Khaos Project
- Zombie World, Magpie Games

## Récompenses
| Récompense         | Jeu            | Auteur(s)                     | Éditeur(s)  |
| ------------------ | -------------- | ----------------------------- | ----------- |
| GRoG d'Or 2019     | Meute          | Emmanuel Gharbi/Julien Moreau | John Doe    |
| GRoG d'Argent 2019 | Rêve de Dragon | Denis Gerfaud                 | Scriptarium |

## Décès
- le 15 mars 2019 : Larry DiTillio, scénariste américain ayant travaillé pour le cinéma, la télévision et le jeu de rôle sur table
- le 26 juillet 2019 : Richard H. Berg (en), créateur américain de jeux de guerre
- le 18 novembre 2019 : Brad McQuaid, développeur américain de jeux vidéo et homme d'affaires
- le 17 décembre 2019 : Roger Raupp (en), illustrateur américain, connu surtout pour son travail chez TSR et Wizards of the Coast